# Taeniacanthus lucipetus
Taeniacanthus lucipetus är en kräftdjursart som först beskrevs av Edward Morell Holmes 1985.  Taeniacanthus lucipetus ingår i släktet Taeniacanthus och familjen Taeniacanthidae. Inga underarter finns listade i Catalogue of Life.